# Carte topographique
 (février 2014).
Si vous disposez d'ouvrages ou d'articles de référence ou si vous connaissez des sites web de qualité traitant du thème abordé ici, merci de compléter l'article en donnant les références utiles à sa vérifiabilité et en les liant à la section « Notes et références ».
Ne doit pas être confondu avec Carte topologique.
Pour les articles homonymes, voir Carte.

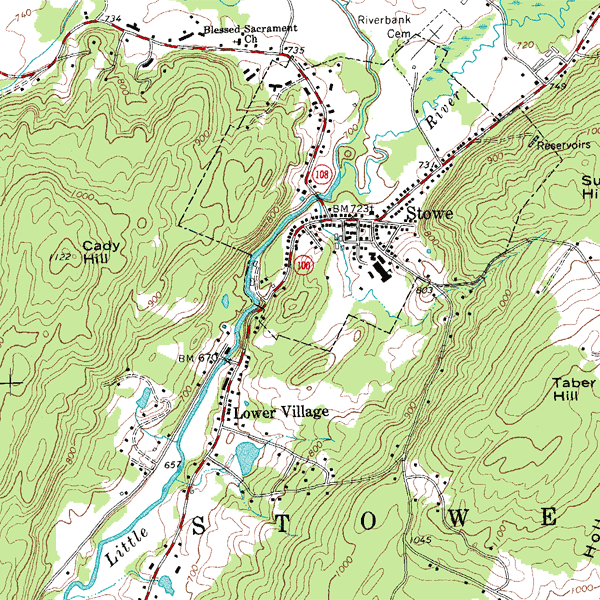
Un exemple de carte topographique américaine

Une carte topographique est une carte à grande échelle représentant le relief déterminé par altimétrie et les aménagements humains d'une région géographique de manière précise et détaillée sur un plan horizontal.
Les autres cartes à échelle plus petite et les plans de ville ne sont pas des cartes topographiques car ils ne respectent pas l'échelle de réduction pour représenter les routes. En effet, l'usage principal de ces cartes routières et des plans est le repérage d'un tracé routier. Néanmoins, le fond de carte et de plan contient des informations topographiques parfaitement représentées, comme la végétation de surface, le relief, etc.
| N60-90, W150-180 | N60-90, W120-150 | N60-90, W90-120 | N60-90, W60-90 | N60-90, W30-60 | N60-90, W0-30 | N60-90, E0-30 | N60-90, E30-60 | N60-90, E60-90 | N60-90, E90-120 | N60-90, E120-150 | N60-90, E150-180 |
| N30-60, W150-180 | N30-60, W120-150 | N30-60, W90-120 | N30-60, W60-90 | N30-60, W30-60 | N30-60, W0-30 | N30-60, E0-30 | N30-60, E30-60 | N30-60, E60-90 | N30-60, E90-120 | N30-60, E120-150 | N30-60, E150-180 |
| N0-30, W150-180 | N0-30, W120-150  | N0-30, W90-120  | N0-30, W60-90  | N0-30, W30-60  | N0-60, W0-30  | N0-60, E0-30  | N0-60, E30-60  | N0-60, E60-90  | N0-60, E90-120  | N0-60, E120-150  | N0-60, E150-180  |
| S0-30, W150-180 | S0-30, W120-150  | S0-30, W90-120  | S0-30, W60-90  | S0-30, W30-60  | S0-30, W0-30  | S0-30, E0-30  | S0-30, E30-60  | S0-30, E60-90  | S0-30, E90-120  | S0-30, E120-150  | S0-30, E150-180  |
| S30-60, W150 | S30-60, W120     | S30-60, W90-120 | S30-60, W60-90 | S30-60, W30-60 | S30-60, W0-30 | S30-60, E0-30 | S30-60, E30-60 | S30-60, E60-90 | S30-60, E90-120 | S30-60, E120-150 | S30-60, E150-180 |
| S60-90, W150-180 | S60-90, W120-150 | S60-90, W90-120 | S60-90, W60-90 | S60-90, W30-60 | S60-90, W0-30 | S60-90, E0-30 | S60-90, E30-60 | S60-90, E60-90 | S60-90, E90-120 | S60-90, E120-150 | S60-90, E150-180 |
| Cette carte est découpée en carrés de 36° de latitude et de longitude. La résolution de chaque carré est de 1800 × 1800 pixels (soit , 60 pixels par degré, 1 pixel par 1 minute). Le relief est représenté par la couleur et l'ombrage au lieu de courbes de niveau. Cette carte dérive de la base de données (en) GTOPO30 qui fournit l'altitude pour chaque intervalle de 30 secondes d'arc (1 km approximativement). |                  |                 |                |                |               |               |                |                |                 |                  |                  |

## Espagne
L’Instituto Geográfico Nacional (IGN) est responsable des cartes topographiques officielles espagnoles. Il utilise six échelles couvrant l’ensemble du territoire espagnol: 1:25 000, 1:50 000, 1:200 000, 1:500 000, 1:1 000 000 et 1:2 000 000. La plus courante est la première, qui utilise le système UTM.

## France
En France, la carte topographique de base est celle de l'Institut national de l'information géographique et forestière au 1:25 000 (1 cm sur la carte représente 25 000 cm, soient 250 mètres sur le terrain). La limite de valeur d'échelle entre le plan et la carte est le 1:10 000 (le plan : 1:200, 1:250, 1:500,..., 1:5 000 ; la carte : 1:10 000, 1:20 000,..., 1:1 000 000 et moins encore).

## Royaume-Uni
L'Ordnance Survey (OS) produit des séries de cartes topographiques couvrant le Royaume-Uni aux échelles 1:25 000 et 1:50 000. L’échelle 1:25 000 est connue sous le nom de série Explorer et comprend une sous-série OL (Outdoor Leisure ; loisirs de plein air) pour les zones présentant un intérêt particulier pour les randonneurs et les marcheurs. Elle remplace la série Pathfinder, moins colorée et couvrant une zone plus petite sur chaque carte. L'échelle 1:50 000 est connue sous le nom de Landranger et porte un couvercle rose distinctif. Une cartographie plus détaillée, à 1:10 000, couvre certaines régions du pays. Les échelles 1:25 000 et 1:50 000 sont faciles à coordonner avec les échelles standard Romer sur les compas et les outils de traçage actuellement disponibles. L'Ordnance Survey maintient une base de données de cartographie à partir de laquelle ils peuvent imprimer des cartes spécialisées à pratiquement n'importe quelle échelle.

## Suisse
En Suisse, les cartes topographiques sont produites par l'Office fédéral de topographie (Swisstopo) aux échelles 1:25 000, 1:50 000, 1:100 000 et 1:200 000  sous le nom de cartes nationales de la Suisse.
Les cartes sont disponibles en ligne sur le site de Swisstopo.